# اندری هوریوشوف
اندری هوریوشوف (انگلیسی: Andriy Havryushov؛ زادهٔ ۲۴ سپتامبر ۱۹۷۷) بازیکن فوتبال اهل اوکراین است.
از باشگاه‌هایی که در آن بازی کرده‌است می‌توان به باشگاه فوتبال زوریا لوهانسک و باشگاه فوتبال متالورگ دونتسک اشاره کرد.